# Đan Mạch–Na Uy
Đan Mạch – Na Uy (tiếng Đan Mạch: Danmark-Norge) là một nhà nước đa quốc gia và đa ngôn ngữ thời kỳ đầu hiện đại bao gồm vương quốc Đan Mạch, vương quốc Na Uy (bao gồm Na Uy khu vực Quần đảo Faroe, Iceland, Greenland, v.v), Lãnh địa Schleswig, và công quốc Holstein. Nhà nước cũng tuyên bố chủ quyền trên hai dân tộc trong lịch sử: Wend và Goth. Ngoài ra, nhà nước bao gồm các thuộc địa: St. Thomas, St. John, St. Croix, Ghana, Tharangambadi, Serampore, và quần đảo Nicobar. cư dân của nhà nước chủ yếu là người Đan Mạch, Na Uy (cùng với người Inuit và Sami), Thụy Điển và Đức. thành phố lớn nhất của quốc gia này là Copenhagen, Altona, Bergen, Trondheim, và Christiania (Oslo).
Trong năm 1397, Đan Mạch, Na Uy và Thụy Điển được thành lập và thành lập Liên minh Kalmar. Sau khi Thụy Điển tách ra vào năm 1523, liên minh trên thực tế đã bị giải thể. Từ năm 1536 đến năm 1537, Đan Mạch và Na Uy thành lập một liên minh cá nhân mà cuối cùng sẽ phát triển thành các nhà nước vào năm 1660 tích hợp mang tên Đan Mạch–Na Uy. Liên minh kéo dài cho đến năm 1814, khi Hòa ước Kiel lệnh rằng Na Uy (trừ quần đảo Faroe, Iceland và Greenland) được nhượng lại cho Thụy Điển.